# Βグロブリン
βグロブリン (Beta globulin) は、血漿中に存在する球状タンパク質のグループである。塩基性や荷電溶液中での運動性は、γグロブリンよりも高いが、αグロブリンよりは低い。
βグロブリンには、次のようなものが含まれる。
- β-2マイクログロブリン
- プラスミノーゲン
- アンギオスタチン
- プロペルジン
- 性ホルモン結合グロブリン
- トランスフェリン